# Fantômette dans l'espace
Fantômette dans l'espace est le 34e roman de la série humoristique Fantômette créée par Georges Chaulet.
Le roman, publié en 1977 dans la Bibliothèque rose des éditions Hachette sous le no 222, comporte 148 pages. Il évoque la réussite à un concours de Françoise, Ficelle et Boulotte à un concours. Elles participent malgré elles à un programme spatial de sélection de pilotes pour une navette spatiale européenne. Fantômette ignore qu'elle est la cible de l'un de ses ennemis, le Masque d'Argent.

## Notoriété
De 1961 à 2000, les ventes cumulées des titres de Fantômette s'élèvent à 17 millions d'exemplaires, traductions comprises.
Le roman Fantômette dans l'espace a donc pu être vendu à environ 200000 exemplaires.
Comme les autres romans, il a été traduit en italien, espagnol, portugais, en flamand, en danois, en finnois, en turc, en chinois et en japonais.

## Personnages principaux
- Françoise Dupont / Fantômette : héroïne du roman
- Ficelle : amie de Françoise et de Boulotte
- Boulotte : amie de Françoise et de Ficelle
- Élie Kopter[3] : directeur du centre spatial
- Éric : jeune astronaute
- Le Masque d'argent : ennemi de Fantômette

## Résumé
Remarque : le résumé est basé sur l'édition cartonnée non abrégée parue en 1977 en langue française.
- Mise en place de l'intrigue (chapitres 1 à 7 de la première partie)

Ficelle, Françoise et Boulotte remportent le premier prix du concours du magazine Majorette Hebdo, qui consiste en un séjour gratuit en Allemagne. Arrivées dans leur lieu de villégiature en pleine Forêt-Noire, on propose aux jeunes filles de passer des tests de logique et de connaissances. Ficelle est classée première, tandis que Françoise arrive deuxième, à égalité avec un jeune homme peu sympathique, Éric. 
On leur explique que le but du concours Majorette Hebdo puis des tests complémentaires était de sélectionner des jeunes gens capables de piloter un avion-fusée (appelé « Lunavion ») faisant des aller-retour entre la Terre et l'espace, dans le cadre de l'Opération Zéphyr. Acceptent-elles de se rendre dans l'espace ? Les trois jeunes gens acceptent, bien que Françoise se demande comment Ficelle, dotée d'une grande sottise, ait pu obtenir d'excellents résultats aux tests alors qu'elle n'a répondu qu'à la moitié des questions… Boulotte rentre en France et crée un plat nouveau, « l'omelette aux œufs durs ». 
- L'aventure (chapitres 1 à 6 de la seconde partie)

Quelques semaines après, Ficelle et Éric prennent place à bord du Lunavion. Durant le trajet vers l’espace, Ficelle se montre d'une grande bêtise. On découvre alors le fin mot du mystère : Ficelle avait fait des trous dans sa carte magnétique, ce qui avait induit l'ordinateur en erreur (au lieu de la classer dernière du groupe, il l'a classée première). 
À bord de la navette spatiale, un grave incident se produit : une chaîne en or de Ficelle crée un court-circuit, entraînant la panne de la pile à combustible. Françoise est sollicitée pour se rendre à bord du Lunavion 2 afin de porter secours à l'équipage en danger. Françoise, habillée en Fantômette, se rend donc dans la seconde navette et prend la route de l'espace. Alors qu'elle s'apprête à enfiler sa combinaison spatiale et faire la sortie extravéhiculaire, le Directeur général de la société Europa-space et principal financeur du projet Lunavion s'adresse à elle : il s'agit du Masque d'Argent, bandit qu'elle avait déjà combattu dans le passé. 
L'homme, néanmoins, est prévenant et l'adjure de sauver la vie d'Éric, car c'est son fils. Fantômette sort dans l'espace, avec dans les mains le module de secours, qu'elle remet à Éric. Soudain le Masque d'Argent, qui dirigeait depuis la Terre le bras articulé ayant sorti Fantômette et devant la ramener dans le Lunavion 2, commet une « fausse manœuvre » : le bras articulé ouvre ses pinces, propulsant Fantômette dans le vide spatial. Depuis le Lunavion I comme depuis la Terre, les témoins impuissants voient Fantômette parcourir des dizaines de kilomètres dans le vide puis disparaître de leur yeux. Ficelle et Éric retournent sur Terre. Le Masque d'Argent accueille son fils et dit regretter son  « erreur ». 
- Dénouement et révélations finales (« épilogue »)

Surgit alors Fantômette, bien vivante, qui déclare qu'il s'agissait d'une tentative délibérée de meurtre. Le Masque d'Argent et Éric s'enfuient. Par la suite, Ficelle, Françoise et Boulotte rentrent en France. Françoise explique à ses deux amies comment Fantômette a évité une mort horrible par asphyxie : elle ne se trouvait pas dans le scaphandre, et ce dernier, lors de la remise dans l’espace du module de secours, était vide. Fantômette était restée dans le Lunavion 2 et n'avait eu qu'à attendre le retour sur Terre par guidage automatique. 
Le roman se termine par l'annonce de Ficelle de participer à un nouveau concours de  Majorette Hebdo, le premier prix étant un « tour du monde en sous-marin »…

## Autour du roman
- Fantômette avait déjà rencontré le Masque d'Argent dans Fantômette et le Masque d'argent, dans Fantômette et la Grosse Bête et dans Fantômette brise la glace.
- Apparitions d'Éric dans la série :
  - Fantômette dans l'espace (1977) - n°34 de la série
  - Fantômette et les 40 Milliards (1978) - n°37 de la série
  - Fantômette et le Dragon d'or (1980) - n°41 de la série
  - Fantômette a la main verte (2007) - n°51 de la série
  - Fantômette amoureuse (2011) - n°53 de la série

## Appréciation critique
Pierre Bannier, dans son essai Les microsociétés de la littérature pour la jeunesse - L'exemple de Fantômette, indique en page 150 que :
« Un récit principalement centré sur Ficelle et, dans une moindre mesure, sur Fantômette. Boulotte est rapidement écartée du récit et renvoyée... à ses fourneaux ! Le jeu-concours du début de l'histoire (« Êtes-vous valable ? ») est le point de départ de délires lexicaux particulièrement réjouissants mettant en évidence la novlangue de la grande Ficelle. »